# Andesiana brunnea
Andesiana brunnea là một loài bướm đêm thuộc họ Andesianidae. Nó được tìm thấy ở một mâu từ Argentina (Isla Victoria, Lago Nahuel Huapi, Neuquen).
Chiều dài cánh trước khoảng 12.4 mm, khiến nó là loài Andesiana nhỏ nhất. Nó có lớp vỏ ngoài thường mang màu nâu đỏ thẫm. Họa tiết cánh trước được tối giản thành một vạch nâu thẫm, hình thù rõ ràng bao gồm các vảy dựng dày đặc ở phía cuối tế bào đĩa. Các cánh sau tróc vảy gần hết, với các vảy nâu rải rác dọc theo biên và một vạch thẫm hơn ở cuối tế bào đĩa như ở cánh trước.
Loài này được nhìn thấy vào tháng Mười.